# 庄川町
庄川町（しょうがわまち）は、富山県東礪波郡にかつて存在した町である。2004年（平成16年）11月1日に、砺波市と合併して、改めて砺波市となった。

## 地理
- 山：牛岳、高尾山、鉢伏山、三条山
- 河川：庄川、二万石用水、和田川共同水路、谷内川

## 沿革
- 1889年（明治22年）4月1日：町村制の施行により、礪波郡東山見村、青島村、雄神村及び種田村が発足する。
- 1952年（昭和27年）6月1日：東礪波郡東山見村、青島村、雄神村及び種田村が合併して、東礪波郡庄川町が発足する。
- 2004年（平成16年）11月1日：砺波市及び東礪波郡庄川町が合併して、砺波市が発足する。[1]。

## 経済
かつては林業が盛んであった。森林鉄道や林道が無い時代、伐採した木材の輸送手段は川をせき止めて一気に流す鉄砲堰を利用した流送が中心であり、庄川町周辺からは多くの技術者が生まれた。庄川で培われた流送技術は「越中式」として全国で広まり、北海道などへ他の林業が盛んな地域へ出稼ぎに行く者も現れた。こうした縁で、後述する鵡川町と姉妹都市が締結された。

## 姉妹都市
- 鵡川町（北海道勇払郡）：1995年7月8日提携

## 地域

### 教育
- 庄川町立庄川中学校
- 庄川町立庄川小学校

## 交通

### 鉄道
- 加越能鉄道
  - 加越線（1915年 - 1972年）

### 道路
- 一般国道
  - 国道156号
  - 国道471号
- 主要地方道
  - 富山県道11号新湊庄川線
  - 富山県道40号高岡庄川線
- 一般県道
  - 富山県道143号小森谷庄川線
  - 富山県道346号山田湯谷線
  - 富山県道370号富山庄川小矢部自転車道線
  - 富山県道371号本町高木出線
- 道の駅
  - 庄川

## 観光
- 庄川水記念公園
- 庄川町立松村外次郎記念美術館（現 松村外次郎記念庄川美術館）
- 庄川水資料館（アクアなないろ館）
- 庄川温泉郷
  - 湯谷温泉

## 特産
- アユ
- ユズ